# Bolitoglossa rufescens
Bolitoglossa rufescens é uma espécie de anfíbio caudado pertencente à família Plethodontidae, sub-família Plethodontinae.